# Opius arundinis
Opius arundinis är en stekelart som beskrevs av Fischer 1964. Opius arundinis ingår i släktet Opius och familjen bracksteklar. Inga underarter finns listade i Catalogue of Life.